# Gobiceratops
Gobiceratopsè un genere estinto di dinosauro ceratopside vissuto in Mongolia durante il tardo Cretaceo.

## Descrizione
Conosciuto solo da un teschio lungo 3,5 centimetri, proveniente dalla località di Khermin Tsav nella formazione di Barun Goyot; l'individuo doveva essere molto giovane alla sua morte. L'unica specie riconosciuta è G.minutus descritta nel 2008 da Alifanov.

## Classificazione
In origine, si pensava, che appartenesse alla bizzarra famiglia dei bagaceratopsidi, di cui il ben noto Bagaceratops ne fa parte. Ma un'analisi più approfondita sul cranio, ha permesso ai paleontologi di inserirlo ufficialmente, nella cornuta famiglia dei protoceratopsidi, di cui il Protoceratops ne è il più famoso.

## Dieta
Come tutti i suoi cugini, anche questo ceratopside era principalmente erbivoro.